# Boucicaut (metrostation)
Boucicaut  is een station van de metro in Parijs langs metrolijn 8, in het 15de arrondissement. Het station bevindt zich onder de avenue Félix-Faure, ten zuiden van het kruispunt met de rue de la Convention.
Het station en de nabijgelegen gelijknamige straat zijn vernoemd naar de 19e-eeuwse zakenman Aristide Boucicaut, die algemeen beschouwd wordt als de uitvinder van het moderne warenhuis. Zijn garniturenwinkel ontwikkelde zich tot Le Bon Marché, het eerste warenhuis van Parijs.
Michel Houellebecq heeft in zijn bundel "Renaissance" (Flammarion, 1999) een gedicht gewijd aan het station met de welsprekende naam " Station Boucicaut".
Balard ·
Lourmel ·
Boucicaut ·
Félix Faure ·
Commerce ·
La Motte-Picquet - Grenelle ·
Champ de Mars ·
École Militaire ·
La Tour-Maubourg ·
Invalides ·
Concorde ·
Madeleine ·
Opéra ·
Richelieu - Drouot ·
Grands Boulevards ·
Bonne Nouvelle ·
Strasbourg - Saint-Denis ·
République ·
Filles du Calvaire ·
Saint-Sébastian - Froissart ·
Chemin Vert ·
Bastille ·
Ledru-Rollin ·
Faidherbe - Chaligny ·
Reuilly - Diderot ·
Montgallet ·
Daumesnil ·
Michel Bizot ·
Porte Dorée ·
Porte de Charenton ·
Liberté ·
Charenton - Écoles ·
École Vétérinaire de Maisons-Alfort ·
Maisons-Alfort - Stade ·
Maisons-Alfort - Les Juilliottes ·
Créteil - L'Échat ·
Créteil - Université ·
Créteil - Préfecture ·
Pointe du Lac